# Plan Leben
Plan Leben ist das zweite Album des österreichischen Rappers MAdoppelT. Es erschien am 26. Mai 2006 über das Label Schwer Records.

## Hintergrund
Nach seinem ersten Album blieb MAdoppelT seiner Produktionsbesetzung größtenteils treu. Der Vertrieb fand nach wie vor beim Wiener Verlag Hoanzl statt. Außerdem bekam MAdoppelT Unterstützung vom Österreichischen Musikfonds. Diesmal stand die Produktion unter der Leitung von Brenk (Stiege 44). Für die Beats wurden die Bedford Beatz, DBH von Total Chaos, Saiko (Stiege 44), Buzz von den Waxolutionists sowie Kaltschale! und Shuko engagiert. Kooperationen fanden weiters mit Manuva von Total Chaos, MA21, Hubert Tubbs und JoeJoe statt. MAdoppelT begibt sich, wie er selbst behauptet, auf dem Album in etwas souligere Gebiete. Ein Beispiel ist unter anderem das Lied Wollen und es tun, das einen Song des Soulsängers Marvin Gaye sampelt. Ein stärkerer Realitätsbezug zu MAdoppelTs Leben lässt sich in den Texten ebenfalls erkennen. Neben sehr emotionalen Seiten wie Deine Lebenskraft bietet das Album auch Tanznummern wie Burn, die MAdoppelT mit JoeJoe aufnahm.

## Rezeption
Das zweite Album stieß diesmal auf größere mediale Resonanz, sowohl aus Österreich als auch aus Deutschland. Allerdings konnte damit zum wiederholten Mal kein allzu großer kommerzieller Erfolg erreicht werden. 
Das E-Zine laut.de bezeichnet Plan Leben als ehrlich und Kompensation seines Daseins zwischen Liebe und Hass, Spaß und Enttäuschung.
Sebastian Fasthuber, der bereits das erste Album gut bewertete, setzte sich – diesmal für das Magazin now-on – mit dem Album auseinander. Plan Leben sei noch gelungener als der Erstling. Fasthuber meint, MAdoppelt hätte in Gestalt des Produzenten Brenk einen Gefährten gefunden. Die Platte dürfe auch als ehrlich gemeinte Einladung an andere HipHopper verstanden werden, nicht immer nur stark zu reden, sondern selber etwas zu machen.
Auch das Internet-Magazin hiphop.at findet durchwegs positive Worte zum Album. Es sei ein sehr gelungenes Album mit perfektem Sound, Hammer Beats und MAdoppelT Raps auf hohem Niveau.

## Titelliste
1. Plan Leben
2. Immer weiter vor
3. Pech & Schwefel
4. Wollen und es tun
5. Deine Lebenskraft
6. Jedes Lächeln eine Träne
7. Durch Feuer
8. Gib auf
9. So tief
10. Burn
11. Passt zu dir
12. Wertvoll
13. Augenblick
14. Fühlst du auch…?
15. Geister die du rufst
16. Wie ein Fels
17. Outro (Kein Traum)